# 約翰·斯托塞爾
約翰·弗蘭克·斯托塞爾（英語：Stossel (TV series)，1947年3月6日—）是一位美國消費者電視名人、作家和自由意志主義評論家，因曾在ABC新聞和福斯財經網兩家公司工作而聞名。
斯托塞爾的風格結合了報導和評論，它反映了自由意志主義的政治哲學和經濟學觀點，這些觀點在很大程度上支持自由市場。他的新聞事業始於KGW-TV的調查員，其後成為WCBS-TV的紐約市消費者記者，然後加入ABC新聞，成為《早安美國》的消費者編輯和記者。斯托塞爾後來擔任ABC新聞駐地記者，加入每週新聞雜誌節目20/20的團隊，成為聯合主播。2009年10月，斯托塞爾離開他長期工作的ABC新聞，加入福斯財經網，擔任福斯財經網每週新聞節目《斯托塞爾》的主持人，該節目於2009年12月10日至2016年12月16日期間播出。斯托塞爾還定期提供分析，以及在其他各種福斯新聞頻道節目中登場，包括每週參與節目《奧賴利因素》。他也有一個福斯新聞網誌，名為「約翰·斯托塞爾的拍攝」（John Stossel's Take）。
斯托塞爾因其消費者報導獲得了多數榮譽，包括19項艾美奖和5項美國全國新聞俱樂部頒發的獎項。斯托塞爾寫了三本書，講述他的新聞經歷如何塑造了他的社會經濟觀點，這三本書分別為《讓我休息》（Give Me a Break，2005年）、《神話、謊言和徹頭徹尾的愚蠢》（Myths, Lies, and Downright Stupidity，2007年）和《他們不能！為什麼政府失敗但個人成功》（No They Can't! Why Government Fails but Individuals Succeed，2012年）。斯托塞爾也曾是美國口吃基金會的發言人。

## 早期生活
約翰·F·斯托塞爾在1947年3月6日出生於美國伊利諾州芝加哥高地，是家中第三個兒子。他的父母是在希特拉掌權前離開德國的猶太人夫婦，他們加入了美國的一個公理会教會，而斯托塞爾則成了新教徒。他在富裕的芝加哥北岸長大，並畢業於新特里爾高中。斯托塞爾將他的哥哥湯姆稱為「家庭的超級明星」，並評論道：「當我參加派對和玩撲克牌時，他努力學習，獲得了高分，然後入讀了哈佛醫學院。」
斯托塞爾指自己在大學期間一直是「一個一般的學生」，並指：「我在普林斯頓大學上的一半課程的時間都在發白日夢，並且只是因為雄心勃勃和似乎是想繼續往前進的21歲的人之正確道路，就申請入讀研究所。」儘管斯托塞爾獲芝加哥大学醫院管理學院錄取，但他「厭倦了學業」，以及認為找一份工作可以激勵他以新的動力進行研究生的學習。

## 事業

### 早期事業
斯托塞爾原來打算去《西雅圖雜誌》（Seattle Magazine）工作，但是那公司在他畢業的時候已經結業了。然而，他聯絡那裡使他在俄勒岡州波特蘭的KGW-TV找到了一份工作，斯托塞爾在那裡開始擔任新聞編輯室雜工，然後逐步晉升至調查員和撰稿。幾年之後，這位新聞主管讓斯托塞爾成為主播，報導他自己寫的內容。斯托塞爾承認害怕擔任主播，他在觀看早期演出的影片時感到尷尬。儘管如此，斯托塞爾說他的恐懼促使他改善——他仔細觀看大衛·布林克利和傑克·珀金斯的表現並嘗試模仿他們。斯托塞爾也一直在努力應對自童年以來一直存在的口吃問題。經過幾年的直播報導，斯托塞爾獲紐約市的WCBS-TV聘用——他是由新聞部主管埃德·喬伊斯（Ed Joyce）聘請，阿諾德·迪亞茲、琳達·艾勒比、戴夫·馬拉什、喬爾·西格爾和林恩·謝爾也是由他聘請的。斯托塞爾對CBS感到失望，認為它的新聞報導的質量低於波特蘭的KGW-TV，並且不喜歡那裡用於調查的時間較少這一點。斯托塞爾引用了一些工會工作規則，他認為這些規則阻礙了能讓員工發揮創造性的額外工作，他說這是他「第一次認識特殊利益的交易」。斯托塞爾也「討厭」喬伊斯，他覺得他很「冷酷而具批判性」——儘管斯托塞爾認為喬伊斯允許他自由地追求自己的新聞報導的意念，並向他推薦維珍尼亞州羅阿諾克的霍林斯通訊研究所（Hollins Communications Research Institute），這在很大程度上治癒了斯托塞爾的口吃問題。
由於不得不遵循採訪主任對什麼是新聞的看法，斯托塞爾愈見沮喪。也許是因為他的口吃，他總是避免報導別人所報導的東西，因為他認為如果他被迫在新聞發布會上喊出問題以與其他記者競爭，會無法成功。然而，這導致斯托塞爾意外地意識到那些發生緩慢的事件——例如女權運動、電腦技術的發展和生育控制的發展——比起像政府聲明、選舉、火災或犯罪這樣的日常事件更加重要。有一天，斯托塞爾繞過採訪主任，向埃德·喬伊斯提交了一份被採訪主任拒絕的新聞意念。喬伊斯同意斯托塞爾的想法更好，並批准了它們。

### 《20/20》
1981年，溫·阿里德向斯托塞爾提供了一份在ABC新聞的工作：《20/20》的駐地記者和《早安美國》的消費者記者。他為《20/20》主持的「讓我休息」一節，它的特色是對行政法规、流行文化、審查制度和毫無根據的恐懼等主題持懷疑論的觀點。
這一節的節目從1994年開始被製成一系列的一小時特別篇，每個節目的預算有50萬美元。
在《20/20》工作期間，斯托塞爾發現了《理性》雜誌，並認為該雜誌的作家的自由主義思想很有道理。2003年5月，但他正在寫他第一本書《讓我休息：我如何揭露廣告人、騙子和詐騙藝術家並成為自由媒體的災難》（Give Me a Break: How I Exposed Hucksters, Cheats, and Scam Artists and Became the Scourge of the Liberal Media，該書於2005年出版）時，成為了《20/20》的聯合主播之一。在書中，他詳述了他在新聞業和消費者報導方面的開始，以及他如何演變為信奉自由主義。

### 福斯新聞頻道和福斯財經網

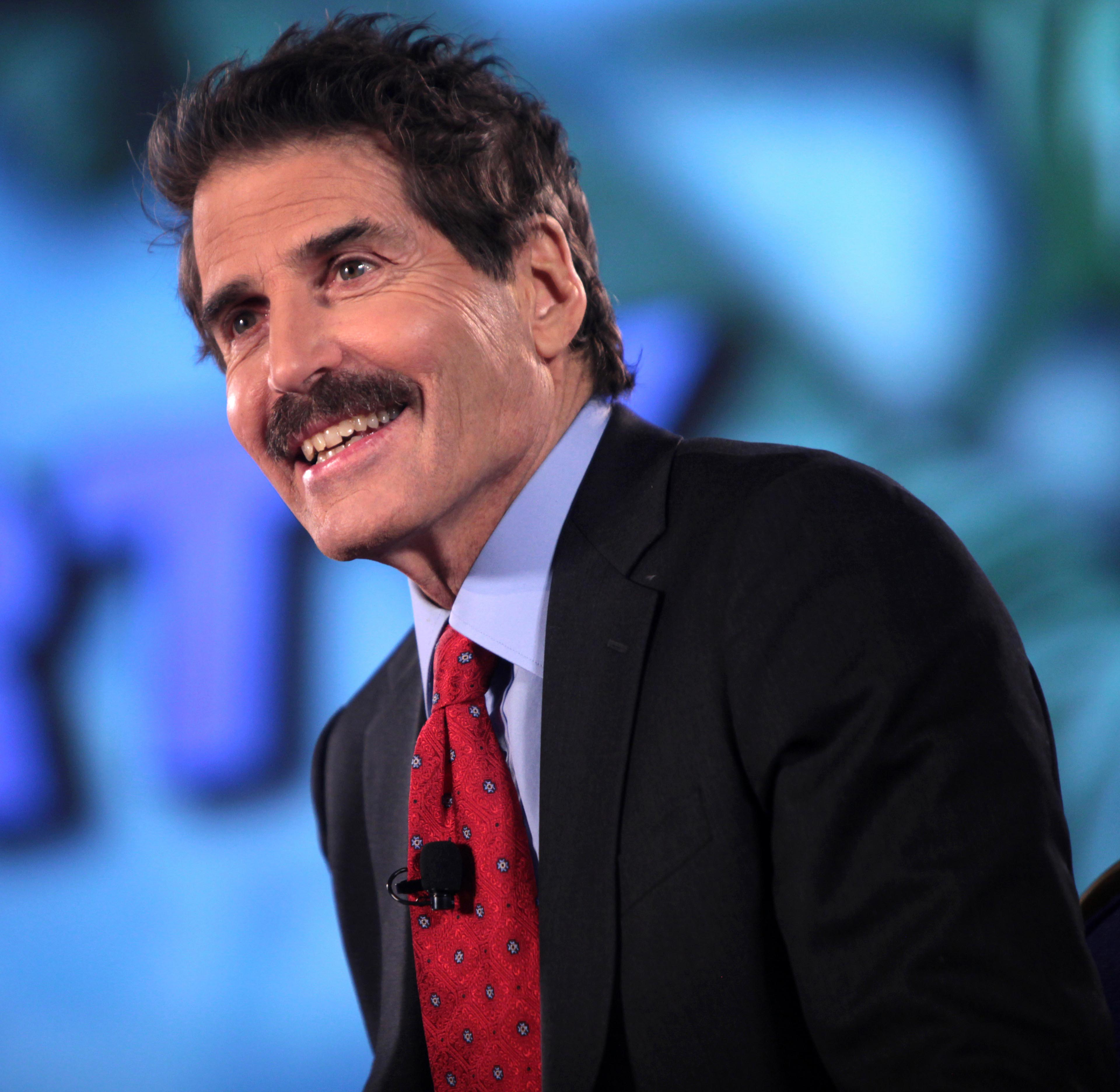
福斯財經網的節目的特別錄製時的斯托塞爾。攝於華盛頓特區，2015年。

2009年9月，斯托塞爾離開迪士尼的ABC新聞並加入新闻集团的福斯新聞頻道和福斯財經網。除了在每星期二晚上的《奧賴利因素》出場外，他還為福斯財經網主持一小時的每週節目，並為福斯新聞頻道提供了一系列的一小時特備節目，以及定期在福斯新聞頻道的節目上露面。
節目《斯托塞爾》於2009年12月10日在福斯財經網首次亮相，該節目調查了與個人自由、自由市場資本主義和小政府有關的議題，例如公民自由、醫療保健業和自由貿易。最後一集於2016年12月16日首播。在這一集的最後，回顧了過去七年的節目的重要時刻，斯托塞爾解釋說，由於他的年齡，他想以他的觀點幫助培養年輕一代的記者，並將繼續作為嘉賓出現在福斯的節目，也會為Reason TV製作內容。他的網誌「斯托塞爾的拍攝」刊載於FoxBusiness.com和FoxNews.com。

### 出版物
斯托塞爾有三部著作，其中2005年出版的《讓我休息：我如何揭露廣告人、騙子和詐騙藝術家並成為自由媒體的災難》（Give Me a Break: How I Exposed Hucksters, Cheats, and Scam Artists and Became the Scourge of the Liberal Media）是由哈珀多年生出版的自傳，記錄了他的事業生涯和從自由主义到自由意志主義的哲學上的轉變。書中闡述了他對行政法規的反對、他對自由市場和私營企業的信念、對民事侵權改革的支持，以及倡導將社會服務從政府轉移到私人慈善機構。這書有十一週登上紐約時報暢銷書榜。
《神話、謊言和徹頭徹尾的愚蠢：離開鏟子——為什麼所有你知道的事都是錯的》於2007年由海波里昂（Hyperion）出版，書中質疑了各種傳統智慧的有效性，並主張他並非保守主義派。2012年4月10日，西蒙與舒斯特旗下的出版社「門檻版」（Threshold Editions）出版了斯托塞爾的第三本書《他們不能：為什麼政府失敗但個人成功》。這一本書中的意見認為政府政策應該旨在解決問題，而不是產生新問題，還有自由的個人或私營部門比政府更有效地執行任務。
在支持自由意志主義的帕爾默·R·切特斯特基金的資助下，斯托塞爾和ABC新聞於1999年為公立學校推出了一系列教育材料，名為「教室裡的斯托塞爾」（Stossel in the Classroom）。它於2006年被獨立思考中心（Center for Independent Thought）接管，並每年發布一張新的DVD教材。2006年，斯托塞爾和ABC發布了《經濟學教學工具》（Teaching Tools for Economics），該影片系列是基於國家經濟學教育委員會（National Council of Economics Education）的標準。
自2011年2月起，斯托塞爾為創作者報業聯盟撰寫一份每週報紙專欄。他的文章也刊載於一些在線出版物中，例如Newsmax、理性和市政廳。

## 政治和個人信念

### 相反立場主義
斯托塞爾的新聞報導和著作試圖揭穿流行的看法。他在節目《20/20》中的神话和谎言特備環節中，質疑了不同社會自由主義的信仰。他還曾主持《信仰的力量》（1998年10月6日）——一部ABC新聞特備節目，主要是探討對超自然事物的斷言和人們希望相信它們的願望。斯托塞爾還曾經表示反對滴滴涕是錯誤的，以及指出禁用滴滴涕使得數百萬兒童死亡，而死亡的兒童主要來自貧窮國家。

### 自由意志主義

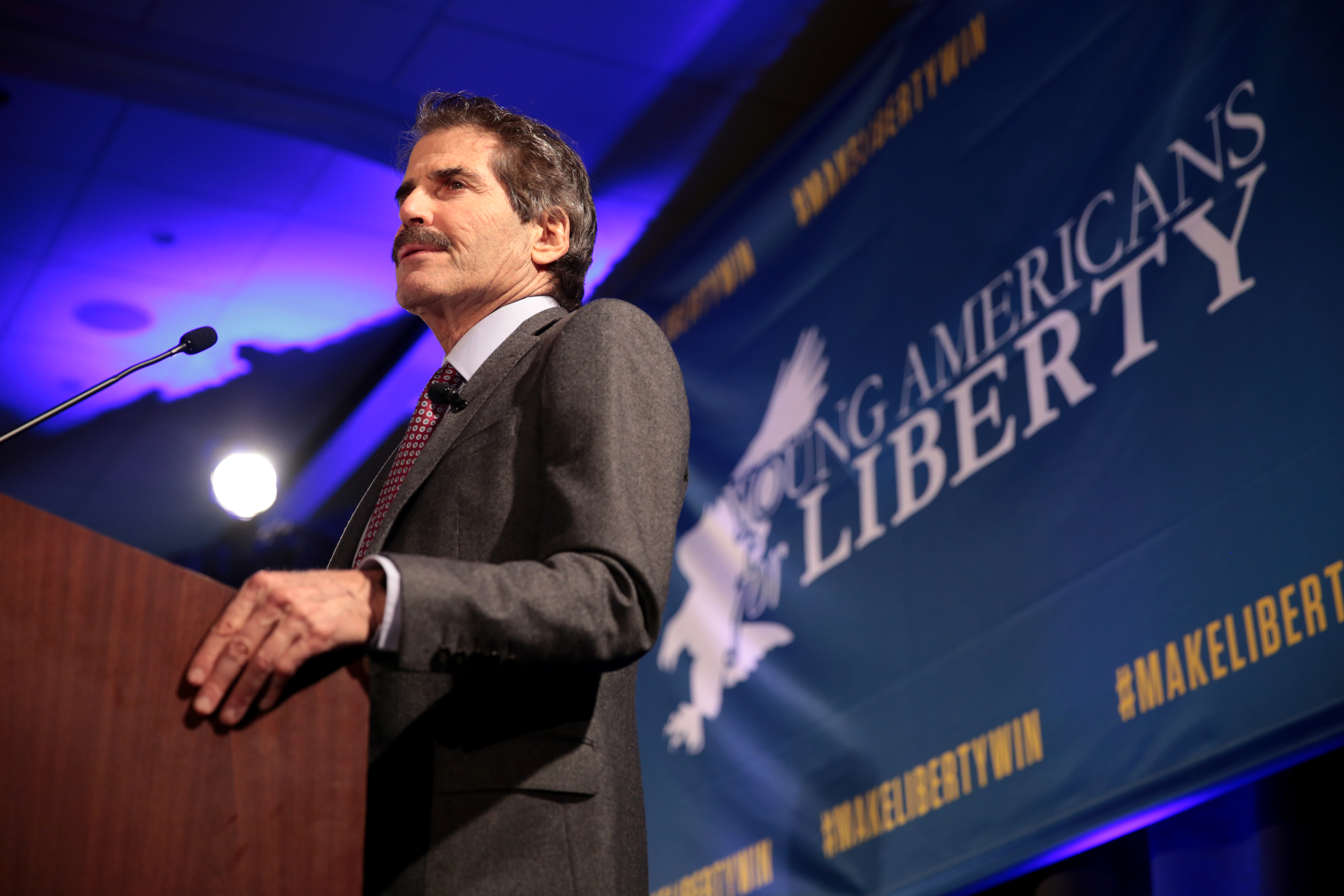
斯托塞爾在追求自由的年輕美國人紐約春季高峰會中發表演說。

斯托塞爾是一個自由意志主義者，並指他支持個人自由和自由市場。斯托塞爾經常在電視節目中提出自己的論點，並質疑觀眾對自由放任主義和經濟競爭的不信任。他在1994年10月26日的《俄勒岡人報》中指：
我開始將市場視為一個殘酷的地方，在那裡，你需要政府和律師的干預來保護人們。但在觀察監管機構的工作後，我開始相信市場是神奇的，是消費者的最佳保護者。我的工作是解釋自由市場的美麗之處。
我對花了長時間才看清大多數政府干預的行為是一件愚蠢的事而感到尷尬。大概15年前我才醒悟過幾乎所有政府都試圖做的事情，都變得更糟。
斯托塞爾認為，個人的自身利益或「貪婪」會激勵他們更加努力地工作並進行創新。他提倡將學校選擇制作為改善美國學校的一種方式，因為他相信當人們作出選擇時，會選擇最適合孩子的學校。他參考教育測試中美國學生排名低於其他學生的結果，指出：
進行國際測試的人告訴我們：「學生成功的最大可能性的因素是選擇。」那些「將錢投放在孩子身上」並允許父母在不同的公立和私立學校之間進行選擇的國家在測試中有著更好的成績。這應該不足為奇；競爭使我們變得更好。
斯托塞爾曾經批評政府計劃效率低下、浪費和造成不良影響。他還曾經批評美國的法律制度，認為它使得律師和無理取鬧的訴訟律師胡亂提起無聊訴訟。斯托塞爾認為，這些訴訟通常會為律師——而不是客戶——帶來更多的財富，以及扼殺創新和個人自由，並對公民、納稅人、消費者和企業造成傷害。雖然斯托塞爾也承認有些訴訟是必要的，以便為那些被擁有其他更大經濟實力的人侵犯權力利的人伸張正義，他主張在美國採用英國規則，以減少具侮辱性或無聊的訴訟。
斯托塞爾反對企業福利、紓困措施和伊拉克戰爭。此外，他也反對以法律禁止色情、大麻、娛樂性藥物、賭博、黃牛、性交易、多配偶、同性戀和協助自殺，並認為大部分的堕胎行為應該是合法的。他提倡簡單低稅制，並在他的特備節目和電視系列節目中吹捧和探討了各種改變稅收制度的想法，包括改為單一稅制，以及以公平税取代所得稅。
2010年4月，勞工部依照1947最高法院的判決，按《公平勞工標準法》重新頒布了聯邦指引，對僱用無償實習生進行規管。斯托塞爾批評了該份指引，在福斯新聞節目《美國現場》中以一身警察制服登場，並評論道：「我的職業生涯都是建基於無償實習生的工作，而且那些工作都很好——我在從實習生的工作學到的東西比從學校學到的還多。」當他被問到如果它們如此有價值，為什麼沒有為此付錢，他則回答說他負擔不起。

### 不可知論
在2010年12月16日的《斯托塞爾》〈懷疑者或相信者〉（Skeptic or Believer）一集中，斯托塞爾指他自己是不可知論者，他解釋說，雖然他不相信上帝，但他也不相信上帝是不可能存在的。

## 讚賞和批評

### 獎項
斯托塞爾獲得了19項艾美獎獎項，並曾因他出色的消費者報導獲全國新聞俱樂部六度的嘉許。此外，他還獲得了喬治·波爾克傑出本地新聞報導獎和皮博迪獎。斯托塞爾表示，當他支持政府干預並對商業持懷疑態度時，他被許多的獎項淹沒，但他在2006年表示：「他們變得不喜歡我……一旦我開始對政府採取同樣的懷疑態度後，我就不再獲獎了。」2012年4月23日，斯托塞爾獲查普曼大學現任主席詹姆斯·多蒂（James Doti）和校長丹尼爾·斯特巴（頒發查普曼大學主席獎章。該獎章在過去150年中僅頒發予為數不多的人。此外，斯托塞爾獲弗朗西斯科·馬羅基恩大學頒發榮譽博士學位。

### 讚賞
芝加哥經濟學派货币主义的諾貝爾獎得主經濟學家米爾頓·佛利民稱讚了斯托塞爾，說：「斯托塞爾是一個罕見的人——一個了解經濟學所有細微之處的電視評論員。」《福布斯》雜誌的主編史提夫·福布斯將斯托塞爾比喻作鉚釘，並指他是「美國最有能力和最勇敢的記者之一」。暢銷書《吞食財富》（Eat the Rich）和《妓女的國會》（Parliament of Whores）的作者P·J·歐魯克也稱讚斯托塞爾，並指：
……關於約翰·斯托塞爾的事實調查。他尋求摧毀常識的真理，對所有不合理的事情進行理性辯解，以及……拆穿道貌岸然的理想主義……他讓瘋狂的人瘋狂。斯托塞爾駭人的故事非常有趣。
自由意志主義團體自治政府倡導者的一篇文章中對斯托塞爾表示讚賞。獨立研究所研究分析師安東尼·格雷戈里（Anthony Gregory）在自由意志主義網誌LewRockwell.com中形容斯托塞爾是一個「英勇的流氓……媒體業界的獨行者，自由的支持者，而不是支持國家主義、墨守成規的大眾媒體。」自由意志主義投資分析師馬克·斯庫森指斯托塞爾是「真正的自由意志主義英雄」。

### 批評和爭議
如新聞報導中的公平性和準確性 （FAIR）和媒體對美國至關重要（MMfA）的改革派組織曾經批評斯托塞爾的報導，因為他們認為斯托塞爾的報導並未全面覆蓋內容，以及扭曲事實。例如，斯托塞爾曾因在1999年10月11日的節目所說的一段話被批評——他指艾滋病的研究獲得了過多的資助，「（艾滋病的資助）是帕金森症的25倍，但因帕金森症而死亡的人比較多。」FAIR回應指，1999年時在美國因艾滋病死亡的人更多，但斯托塞爾所指的資料卻不限於單一國家的其中一年度。
2000年2月，Salon.com以「黃金時段的政治宣传」（Prime-time propagandist）為題，刊登了一篇有關斯托塞爾的文章。文章中，大衛·馬斯蒂奧（David Mastio）寫道，斯托塞爾在捐贈公眾演講活動、非營利的「教室裡的斯托塞爾」（供學校使用的教材，其中一些教材是由斯托塞爾製作的）等的所得利潤時存在利益衝突 。
德克薩斯州大學經濟學家詹姆斯·高伯瑞在斯托塞爾1999年9月的電視特備節目《美國是#1嗎？》（Is America #1?）指斯托塞爾斷章取義地使用詹姆斯·加爾布雷思（James Galbraith）的片段，來表達加爾布雷思主張歐洲採用美國實行的自由市場經濟，然而，加爾布雷思實際上是主張歐洲採用美國的一些社會福利轉移機制（例如社会保障），兩者在經濟學上是相反的觀點。斯托塞爾否認自己有歪曲加爾布雷思的觀點，並表示他並沒有表達加爾布雷思同意所有他在特備節目中的想法的意圖。但是，他在該節目在2000年9月重播時重新剪輯了那一部分，將其改為斯托塞爾的詮釋：「即使喜歡歐洲政策的經濟學家，如詹姆斯·加爾布雷思，現在也承認美國的成功。」

#### 有機蔬菜
在2000年2月《20/20》有關有機蔬菜的報導中，斯托塞爾指出測試表明，有機產品和傳統產品都沒有任何農藥殘留，有機食品反而更容易被大腸桿菌污染。環境工作組反對他的報導，主要質疑他關於細菌的陳述，此外也查明那些農產品根本沒有進行農藥測試。他們把這個訊息傳達給斯托塞爾，但在該報導的製作人指出斯托塞爾的報導是正確、測試結果如同報導的一樣之後，這一報導在數月後在無修改的情況下再重新播出，並附上了斯托塞爾的再次聲明作為後記。其後，當《紐約時報》的一份報告確定環境工作組的聲稱屬實後，ABC新聞對該環節的製作人處以1個月停職處罰，並斥責斯托塞爾。斯托塞爾其後道歉，並指他以為該測試有按照報告所述進行。但是，他仍堅持他的報告的大意是正確的。

#### 弗雷德里克·K·C·普萊斯
《20/20》在2007年3月一段有關電視佈道家的財務狀況和生活方式的報導中，播放了電視牧師弗雷德里克·K·C·普萊斯的片段，該片段最初由一生網絡於1997播出。普萊斯指該片段把他描繪作他誇張地描述自己的財富的樣子，但他當時其實是在講述一個有關富人的比喻。ABC新聞兩次播出撤回報導的聲明並就這錯誤道歉。該訴訟最終以庭外和解的方式結束，ABC需要公開道歉。

#### 「生病嗚咽的故事」
在2007年9月刊登於《華爾街日報》，題為「生病嗚咽的故事」（Sick Sob Stories）的社論中，斯托塞爾斯描述了麥可·摩爾的電影（2007年）中提及的特雷西·皮爾斯（Tracy Pierce）和朱莉·皮爾斯（Julie Pierce）的案例。朱莉皮爾斯批評斯托塞爾，說加拿大的醫療保健系統本來可以治好他的丈夫，她認為斯托塞爾應該先訪問她和她的醫生，然後才寫關於他們的事。斯托塞爾對此表示同情，但表示她被在誤導下錯信他丈夫的那種治療在加拿大是常規治療。他說，那種治療在加拿大也被認為是「實驗性」的，並且在加拿大提供該治療的地方比在美國更少。「生病嗚咽的故事」這一標題並非斯托塞爾自己取的，而是由《華爾街日報》的編輯取的。

#### 全球暖化
斯托塞爾質疑全球变暖產生的負面後果比正面效果多的說法，並指出人類歷史上據說的溫暖時期。他論點的核心是，「當團體和個人宣稱『這（全球暖化）將是一件可怕的事情』時會比說『沒有什麼好擔心的』得到更多公眾的關注、捐贈和政府資助」這一想法。他指像世界自然基金會、绿色和平、環境保護基金會、自然資源保護議會等的團體，以及雷切爾·卡森和前美國副總統阿爾·戈爾等激進主義分子是環境方面的危言聳聽者。
2001年，媒體監督組織FAIR批評斯托塞爾在他的紀錄片《破壞自然》（Tampering with Nature）中關於全球暖化的報導，指其「所使用的資料極其片面」，並「偏向於聯合國政府間氣候變化專門委員會中2000位成員的3位反對者的意見，但該委員會也於近期發布的一份報告中也指出，全球氣溫上升速度幾乎是之前預測的兩倍。」

他聲稱有關減緩全球暖化的方案的解決方案之建議是「神話」，指這不僅不能解決問題，反而會限制自由。

#### 大衛·舒爾茨事件
1984年12月28日，在為節目《20/20》進行有關職業摔角的訪問時，摔跤手大衛·舒爾茨在斯托塞爾說他認為職業摔跤都是「假的」後，擊打了斯托塞爾。斯托塞爾說，他耳朵的疼痛和耳鳴在襲擊後持續了八個星期。斯托塞爾因此發起訴訟，並從世界摔角娛樂（WWE）獲得425,000美元的和解賠償金。事後，他在他的書籍《神話、謊言和徹頭徹尾的愚蠢》中指出自己很後悔這樣做，因為他認為訴訟會傷害許多無辜的人。而舒爾茨則堅稱是時任WWE主席文斯·麥馬漢命令他襲擊斯托塞爾的。

## 個人生活
斯托塞爾與他的妻子艾倫·艾布拉姆斯（Ellen Abrams）一同居住在紐約，他們有兩個子女：勞倫（Lauren）和馬克斯（Max）。他們還在麻薩諸塞州擁有一處住宅。
斯托塞爾在娶了他的妻子（她是犹太人）後，開始接受他家族阿什肯納茲猶太人的文化傳統，他們的孩子就是在這種傳統下養育的。在2010年12月16日的《斯托塞爾》一集中，斯托塞爾指他自己是不可知論者，並說明道：他不相信上帝，但對上帝是否存在持開放態度。
斯托塞爾的哥哥湯馬士·P·斯托塞爾是哈佛医学院的教授和波士頓布萊根婦女醫院血液科的副主任。他曾任職於製藥公司（例如默克藥廠和輝瑞）的顧問委員會。斯托塞爾的外甥斯科特·斯托塞爾是一位記者和雜誌編輯。
2016年4月20日，表示自己從未吸煙的斯托塞爾透露自己患有肺癌，但因在早期時發現，所以預後結果十分理想。

## 註解
1. ↑  原文：
2. ↑  原文：
3. ↑  原文：
4. ↑  原文：
5. ↑  原文：
6. ↑  原文：
7. ↑  原文：
8. ↑  原文：
9. ↑  原文：
10. ↑  原文：

## 外部連結
- 官方网站
- John Stossel在互联网电影资料库（IMDb）上的資料（英文）
- C-SPAN內的頁面（英文）
- 約翰·斯托塞爾 at Goodreads
- American Justice Partnership. . 2005-12-12  [2007-10-14]. （原始内容 (17 minute MP3 audio)存档于2007-07-12）.

### 與斯托塞爾有關的傳記和文章
- ABC News Biography （页面存档备份，存于）
- Johnson, Peter. "Stossel's evolution from activist to contrarian angers some of his fans" （页面存档备份，存于）, USA Today, 2006-04-30
- "John Stossel: Myth-Buster" Archive.today的存檔，存档日期2013-01-23, FrontPageMag.com
- Sullum, Jacob. "Risky Journalism: ABC's John Stossel bucks a fearful establishment" 《理性》, 1997-04.

### 斯托塞爾所著的文章
- John Stossel's 20/20 Web Page
- John Stossel's Newspaper Columns （页面存档备份，存于）
- John Stossel's Column on Creators.com （页面存档备份，存于）